# ×Cynochloris macivorii
Cynochloris macivorii là một loài thực vật có hoa trong họ Hòa thảo. Loài này được Clifford & Everist mô tả khoa học đầu tiên năm 1964.